# Sokołów Dolny
Sokołów Dolny – wieś w Polsce położona w województwie świętokrzyskim, w powiecie jędrzejowskim, w gminie Sobków. Ma status sołectwa.
| SIMC    | Nazwa             | Rodzaj     |
| ------- | ----------------- | ---------- |
| 0270627 | Błonie            | przysiółek |
| 0270633 | Popodlesie        | przysiółek |
| 0270640 | Półanki           | przysiółek |
| 0270656 | Smugi             | osada      |
| 0270662 | Sobków-Przystanek | osada      |

W latach 1975–1998 miejscowość administracyjnie należała do województwa kieleckiego.
W Sokołowie Dolnym funkcjonuje publiczna szkoła podstawowa. Znajduje się tu stacja kolejowa Sobków, na trasie Kraków–Kielce.

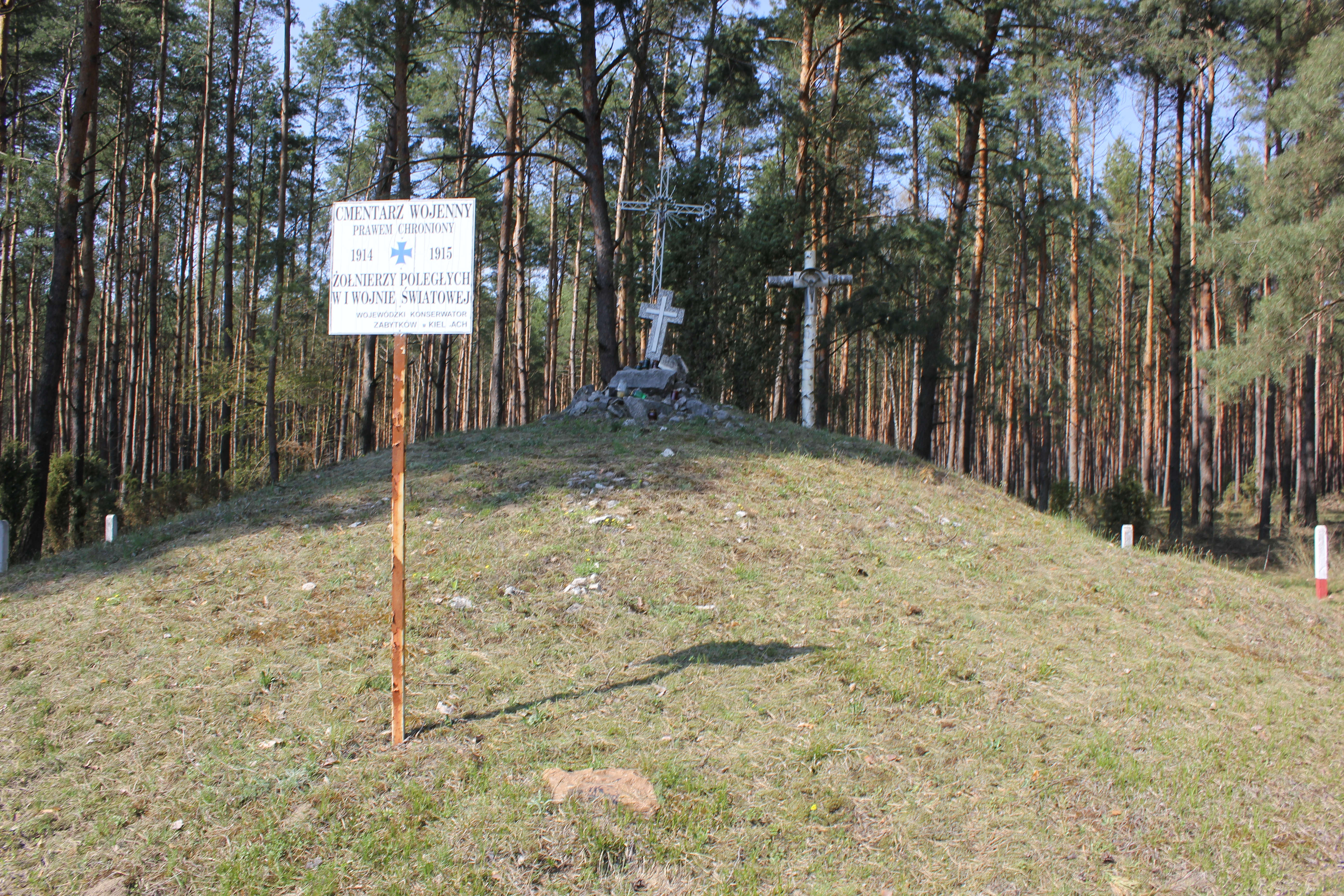
Cmentarz Wojenny

## Zabytki
- Cmentarz wojenny z lat 1914-1915. Spoczywają na nim prawdopodobnie żołnierze armii austro-węgierskiej i rosyjskiej. Ulokowany jest przy linii kolejowej, w odległości 25 m od torów. Większą jego część zajmuje kopiec ziemny o wysokości 2,5 m i obwodzie 45 m, z krzyżami na szczycie.